# Представление Гейзенберга
Представление Гейзенберга — один из способов описания квантовомеханических явлений, в котором эволюция системы описывается уравнением Гейзенберга и определяется только развитием операторов во времени, причём вектор состояния от времени не зависит.

## Описание представления Гейзенберга
Согласно постулатам квантовой механики каждой физической величине сопоставляется линейный самосопряжённый оператор {\displaystyle {\hat {A}}}, а чистое состояние описывается вектором из гильбертова пространства {\displaystyle |\Psi \rangle }. В представлении Гейзенберга вектор состояния от времени не зависит, а эволюция системы описывается уравнением:
| {\displaystyle {\frac {d}{dt}}{\hat {A}}_{H}(t)={\frac {i}{\hbar }}[{\hat {H}},{\hat {A}}_{H}(t)]+\left({\frac {\partial {\hat {A}}}{\partial t}}\right)_{H}} |
где частная производная означает явную зависимость физической величины от времени.

## Связь между операторами в представлении Шрёдингера и Гейзенберга
Пусть {\displaystyle {\hat {A}}(t)} - оператор в представлении Шрёдингера, а {\displaystyle {\hat {A}}_{H}(t)} - оператор в представлении Гейзенберга. Тогда переход от одного представления к другому определяется унитарным преобразованием:
| {\displaystyle {\hat {A}}_{H}(t)={\hat {S}}(t_{0},t){\hat {A}}(t){\hat {S}}(t,t_{0}),} |
где {\displaystyle {\hat {S}}(t,t_{0})} - оператор эволюции:
{\displaystyle {\hat {S}}(t,t_{0})=T\left\{\exp \left({-{\frac {i}{\hbar }}\int _{t_{0}}^{t}H(t')\,dt'}\right)\right\},t>t_{0}}
{\displaystyle {\hat {S}}(t,t_{0})={\overline {T}}\left\{\exp \left({{\frac {i}{\hbar }}\int _{t}^{t_{0}}H(t')\,dt'}\right)\right\},t<t_{0}}
где {\displaystyle T,{\overline {T}}} - операторы упорядочивания и анти-упорядочивания по времени. В частности, если оператор Гамильтона не зависит от времени, то
{\displaystyle {\hat {S}}(t,t_{0})=\exp \left({-{\frac {i}{\hbar }}{\hat {H}}(t-t_{0})}\right),}
и унитарное преобразование принимает вид:
{\displaystyle {\hat {A}}_{H}(t)=e^{i{\hat {H}}(t-t_{0})/\hbar }{\hat {A}}(t)e^{-i{\hat {H}}(t-t_{0})/\hbar }.}

## Переход от представления Шрёдингера к представлению Гейзенберга
Вектор состояния, в представлении Шрёдингера, удовлетворяет уравнению Шрёдингера:
{\displaystyle {\hat {H}}(t)\left|\Psi (t)\right\rangle =i\hbar {\partial  \over \partial t}\left|\Psi (t)\right\rangle ,}
где {\displaystyle {\hat {H}}(t)} - оператор Гамильтона.
Введем оператор эволюции {\displaystyle {\hat {S}}(t,t_{0})}, который переводит состояние системы из начального момента времени в любой другой:
{\displaystyle {\hat {S}}(t,t_{0})\left|\Psi (t_{0})\right\rangle =\left|\Psi (t)\right\rangle .\qquad (2)}
Подставив формулу (2) в уравнение Шрёдингера получим, что оператор эволюции удовлетворяет уравнению:
{\displaystyle i\hbar {\partial  \over \partial t}{\hat {S}}(t,t_{0})={\hat {H}}(t){\hat {S}}(t,t_{0}),\qquad (3)}
{\displaystyle {\hat {S}}(t_{0},t_{0})={\hat {I}},}
где {\displaystyle {\hat {I}}} - единичный оператор.
В частности, если гамильтониан не зависит от времени, то оператор эволюции имеет вид:
{\displaystyle {\hat {S}}(t,t_{0})=e^{-i{\hat {H}}(t-t_{0})/\hbar }.}
Теперь рассмотрим среднее значение оператора {\displaystyle {\hat {A}}} некоторой наблюдаемой величины:
{\displaystyle \langle {\hat {A}}(t)\rangle =\langle \Psi (t)|{\hat {A}}(t)|\Psi (t)\rangle =\langle \Psi (t_{0})|{\hat {S}}(t_{0},t){\hat {A}}(t){\hat {S}}(t,t_{0})|\Psi (t_{0})\rangle =\langle \Psi (t_{0})|{\hat {A}}_{H}(t)|\Psi (t_{0})\rangle .}
Таким образом, оператор {\displaystyle {\hat {A}}} в представлении Гейзенберга определяется формулой:
{\displaystyle {\hat {A}}_{H}(t)={\hat {S}}(t_{0},t){\hat {A}}(t){\hat {S}}(t,t_{0}).\qquad (4)}
В частности, если гамильтониан не зависит от времени, то
{\displaystyle {\hat {A}}_{H}(t)=e^{i{\hat {H}}(t-t_{0})/\hbar }{\hat {A}}(t)e^{-i{\hat {H}}(t-t_{0})/\hbar }.}
Продифференцируем формулу {\displaystyle (4)} по времени и используем уравнение {\displaystyle (3)}, тогда получим уравнение движения  операторa {\displaystyle {\hat {A}}(t)} в Гейзенберговском представлении:
{\displaystyle {d \over dt}{\hat {A}}_{H}(t)={i \over \hbar }[{\hat {H}}(t),{\hat {A}}_{H}(t)]+{\partial  \over \partial t}{\hat {A}}_{H}(t),\qquad (5)}
где частная производная обозначает явную зависимость оператора  {\displaystyle {\hat {A}}(t)} от времени.

## Пример. Квантовый гармонический осциллятор.
Оператор Гамильтона квантового гармонического осциллятора в представлении операторов рождения и уничтожения имеет вид: 
{\displaystyle {\hat {H}}=\hbar \omega ({\hat {a}}_{H}^{\dagger }{\hat {a}}_{H}+1/2).}
Так как операторы рождения и уничтожения не зависят от времени в представлении Шрёдингера, то уравнение {\displaystyle (5)} перепишется в виде
{\displaystyle i\hbar {d \over dt}{\hat {a}}_{H}(t)=-\hbar \omega [{\hat {a}}_{H}^{\dagger }{\hat {a}}_{H}+1/2,{\hat {a}}_{H}(t)],}
{\displaystyle i\hbar {d \over dt}{\hat {a}}_{H}(t)=\hbar \omega {\hat {a}}_{H}(t),}
{\displaystyle {\hat {a}}_{H}(t)={\hat {a}}e^{-i\omega (t-t_{0})},}
{\displaystyle {\hat {a}}_{H}^{\dagger }(t)={\hat {a}}^{\dagger }e^{i\omega (t-t_{0})},}
где были использованы (анти)коммутационные соотношения для операторов уничтожения и рождения {\displaystyle [{\hat {a}},{\hat {a}}^{\dagger }]_{\mp }=1.}

## Применение
Представление Гейзенберга используется в релятивистской теории, а также в задачах статистической физики.